# Ɛ̧̂
Cette page contient des caractères spéciaux ou non latins. S’ils s’affichent mal (▯, ?, etc.), consultez la page d’aide Unicode.
Ɛ̧̂ (minuscule : ɛ̧̂), appelé epsilon accent circonflexe cédille, est un graphème utilisé dans l’écriture de certaines langues camerounaises dont le maka ou le pana. Il s’agit de la lettre epsilon diacritée d’un accent circonflexe et d’une cédille.

## Utilisation
En langues camerounaises suivant l’Alphabet général des langues camerounaises, ‹ ɛ̧ › représente un E ouvert nasalisé et l’accent circonflexe indique le ton tombant : [ɛ̃˦˨]. Il ne s’agit d’une lettre à part entière, et elle placée avec l’epsilon sans accent ou avec un autre accent dans l’ordre alphabétique. Par exemple, dans ‹ ŋkíŋkyɛ̧̂ › « propre » en maka.

## Représentations informatiques
L’epsilon accent circonflexe cédille peut être représenté avec les caractères Unicode suivants :
- décomposé et normalisé (latin étendu B, Alphabet phonétique international, diacritiques) :

| formes    | représentations | chaînes de caractères | points de code       | descriptions                                                                        |
| --------- | --------------- | --------------------- | -------------------- | ----------------------------------------------------------------------------------- |
| capitale  | Ɛ̧̂               | Ɛ◌̧◌̂                   | U+0190 U+0327 U+0302 | lettre majuscule latine e ouvert diacritique cédille diacritique accent circonflexe |
| minuscule | ɛ̧̂               | ɛ◌̧◌̂                   | U+025B U+0327 U+0302 | lettre minuscule latine epsilon diacritique cédille diacritique accent circonflexe  |

## Sources
- Abong Mbang, Leçons d’apprentissage de la langue mekaa, ASDELAM, SIL, 2007 (présentation en ligne, lire en ligne)
- Ibirahim Njoya, Précis d’orthographe pour la langue pana, Yaoundé, Cameroun, Association Camerounaise pour la Traduction de la Bible et l’Alphabétisation, 2010 (lire en ligne [archive du 27 novembre 2010])
- Maurice Tadadjeu et Étienne Sadembouo, Alphabet général des langues camerounaises, Yaoundé, Université de Yaoundé, coll. « PROPELCA », 1984 (lire en ligne)